# Canon PowerShot G1 X Mark III
La Canon PowerShot G1 X Mark III és una càmera compacta APS-C fabricada per Canon. Va ser anunciada a l'octubre de 2017 amb un preu de venta suggerit de 1.219,99€.
Aquest model va substituir a la Canon PowerShot G1 X Mark II.
Aquest model va ser la primera compacta de Canon en incorporar un sensor d'imatge APS-C.

## Característiques[2][4]
Les seves característiques més destacades són:
- Sensor d'imatge CMOS de 24,2 megapíxels
- Zoom òptic: 3x (equivalent a un 24-72 mm)
- Obertura: f/2,8 - 5,6
- Processador d'imatge DIGIC 7
- 49 punts d'autoenfocament
- Dual Píxel amb detecció de cara i ulls
- Disparo continu de 9 fotogrames per segon
- Sensibilitat ISO 100 - 25.600
- Gravació de vídeo: Full HD 1080p fins a 50/60 fps
- Gravació de vídeo time lapse a Full HD 1080p
- Estabilitzador òptic de 4 passes
- Pantalla LCD de 3,0" d'1.040.000 píxels abatible i tàctil
- Visor electrònic OLED de 0,39" amb 2,36 milions de píxels
- Connexió Bluetooth i Wi-Fi
- Bateria NB-13L

## Diferències respecte a la G1 X Mark II[5]
- Mida del sensor d'imatge: APS-C, en lloc de 1,5"
- Objectiu: 24-72 mm f/ 2.8 - 5.6, i la seva predecessora 24-120 mm f/2.0 - 3.9
- Major resolució d'imatge: 24,2 megapíxels, en lloc de 12,8 megapíxels
- Enfocament: 49 punts AF, en lloc de 31 punts
- Sensibilitat ISO: Fins a ISO 25.600, en lloc de 12.800
- Gravació de vídeo: Full HD a 50/60 fps, en lloc de vídeo Full HD a 25/30 fps
- FPS: 9 fps, en lloc de 5 fps
- Enfocament amb tecnologia Dual Pixel que la seva predecessora no tenia

## Premis
El 2019 aquesta càmera va guanyar el premi de Technical Image Press Association (TIPA) com a millor càmera compacta per a professionals.

## Inclòs a la caixa[7]
- Càmera PowerShot G1 X Mark III
- Tapa de l'objectiu
- Corretja per la tapa de l'objectiu
- Corretja pel coll NS-DC12
- Adaptadors de corretja
- Bateria NB-13L
- Carregador de bateria CB-2LHE
- Cable d'alimentació
- Manual d'usuari

## Accessoris compatibles
- Flaixos amb TTL
- Carcassa estanca per submarinisme WP-DC56
- Targetes de memoria SD, SDHC i SDXC
- Cable mini HDMI (tipus C)